# Ittige, Channagiri
Ittige là một làng thuộc tehsil Channagiri, huyện Davanagere, bang Karnataka, Ấn Độ.